# Demonic
Demonic – siódmy album studyjny amerykańskiej grupy muzycznej Testament, wydany został 9 czerwca 1997 nakładem Burnt Offerings.

## Lista utworów
Opracowano na podstawie materiału źródłowego.
| Nr  | Tytuł utworu                      | Autorzy                                     | Długość |
| --- | --------------------------------- | ------------------------------------------- | ------- |
| 1.  | „Demonic Refusal”                 | Chuck Billy, Eric Peterson, Derrick Ramirez | 5:21    |
| 2.  | „The Burning Times”               | Chuck Billy, Eric Peterson, Derrick Ramirez | 5:15    |
| 3.  | „Together as One”                 | Chuck Billy, Eric Peterson                  | 4:17    |
| 4.  | „Jun-Jun”                         | Chuck Billy, Eric Peterson, Derrick Ramirez | 3:43    |
| 5.  | „John Doe”                        | Chuck Billy, Eric Peterson                  | 3:11    |
| 6.  | „Murky Waters”                    | Chuck Billy, Eric Peterson                  | 3:00    |
| 7.  | „Hatred's Rise”                   | Chuck Billy, Eric Peterson                  | 3:15    |
| 8.  | „Distorted Lives”                 | Chuck Billy, Eric Peterson                  | 3:36    |
| 9.  | „New Eyes of Old”                 | Chuck Billy, Eric Peterson, Glen Alvelais   | 3:00    |
| 10. | „Ten Thousand Thrones”            | Chuck Billy, Eric Peterson                  | 4:37    |
| 11. | „Nostrovia”                       | Chuck Billy, Eric Peterson, Derrick Ramirez | 1:32    |
| 12. | „Rapid Fire” (cover Judas Priest) |                                             | 3:42    |
|     |                                   |                                             | 44:29   |

## Twórcy
Opracowano na podstawie materiału źródłowego.
- Chuck Billy – śpiew
- Eric Peterson – gitara rytmiczna/prowadząca
- Derrick Ramirez – gitara basowa
- Gene Hoglan – perkusja
- Glen Alvelais – gitara solowa w utworze nr 9